# 54 Ceti
Désignations
54 Ceti est une étoile, qui contrairement à ce que suggère sa désignation de Flamsteed, se trouve dans les limites de la  de la constellation du Bélier. Elle est également connue sous les identifiants du catalogue Henry Draper de HD 11257 et du catalogue HR de HR 534. Avec une magnitude apparente visuelle de 5,94, elle peut être vue à l'œil nu. La distance de l'étoile, telle qu'elle est déterminée à l'aide de mesures de parallaxe effectuées durant la mission Hipparcos, est d'environ 139 années-lumière (43 parsecs) de la Terre, avec une marge d'erreur de 6 années-lumière. Elle est située près de l'écliptique et est donc sujette à des occultations occasionnelles par la Lune.
54 Ceti est une étoile jaune-blanc de la séquence principale avec un type spectral F2 Vw, où le « w » indique des raies d'absorption faibles dans le spectre. Elle est estimée être âgée de 582 millions d'années et a une vitesse de rotation projetée de 29 km/s. Elle a 1,5 fois la masse du Soleil et 1,6 fois le rayon du Soleil. Elle est six fois plus lumineuse que le Soleil et sa température effective est de 7 099 K. C'est un membre candidat du courant d'étoiles de la Grande Ourse, dont l'âge est estimé à 500 ± 100 millions d'années.